# Miles O'Brien
Miles Edward O'Brien è un personaggio immaginario dell'universo di Star Trek. Interpretato dall'attore irlandese Colm Meaney, appare nelle serie televisive Star Trek: The Next Generation e Star Trek: Deep Space Nine. Il personaggio appare inoltre in alcuni videogiochi, fumetti e romanzi del franchise. Miles O'Brien è un ingegnere e un sottufficiale della Flotta Stellare, addetto al teletrasporto sulla USS Enterprise NCC-1701-D, in seguito Capo Operazioni a bordo della stazione spaziale Deep Space Nine e successivamente professore d'Ingegneria dell'Accademia della Flotta Stellare.

## Storia del personaggio
Miles O'Brien nasce nel settembre 2328 a Killarney, in Irlanda, sul pianeta Terra e ha due fratelli. Sostiene di essere un discendente del re irlandese Brian Boru, il famoso Ard Rí, o Re supremo d'Irlanda (e fondatore del Clan O'Brien; secondo la tradizione irlandese, tutte le persone con il cognome "O'Brien" sono discendenti di Boru). Un altro suo antenato fu il minatore e sindacalista statunitense Sean Aloysius O'Brien: di lui racconta che partecipò allo sciopero del carbone del 1902 in Pennsylvania e fu fucilato, poi scaricato nel fiume Allegheny.
Il padre di Miles, Michael O'Brien, voleva che il figlio suonasse il violoncello: il giovane perseguì questo fine diventando un discreto musicista e fu anche accettato all'Accademia di musica di Aldebaran. Tuttavia, pochi giorni prima dell'inizio delle lezioni, si arruolò a sorpresa nella Flotta Stellare. Il padre all'inizio fu deluso da questa decisione, ma cambiò idea quando vide che il figlio stava facendo carriera e alla fine ne fu orgoglioso. O'Brien mantenne comunque la sua passione per la musica: infatti viene visto suonare il violoncello come parte del quartetto d'archi di Data.
O'Brien prestò servizio come ufficiale tattico a bordo della USS Rutledge durante la Guerra Cardassiana e rimase emotivamente colpito dal massacro di centinaia di civili da parte dei Cardassiani su Setlik III. O'Brien è l'unico personaggio di Star Trek ad aver già in precedenza conosciuto i Cardassiani. Di loro serba ricordi piuttosto negativi: tra questi, il brutale trattamento dei prigionieri nei campi di lavoro. Il primo nemico che O'Brien dovette uccidere fu proprio un soldato cardassiano. La sua esperienza lo porta, anche anni dopo la fine del conflitto, a mantenere una certa diffidenza nei confronti di ogni Cardassiano.
Durante i 22 anni di O'Brien nella Flotta Stellare, ha combattuto in 235 battaglie diverse ed è stato decorato dalla Flotta Stellare in 15 occasioni, oltre a essere considerato un esperto nel combattimento tra navi stellari.

### The Next Generation
La prima apparizione di O' Brien avviene nel 2364: in quest'occasione svolge la mansione di controllore di volo sul ponte di battaglia nel primo episodio di The Next Generation Incontro a Farpoint (prima parte).
Il personaggio di O' Brien, all'inizio, ha ricoperto ruoli molto marginali: apparentemente non aveva un grado né una mansione ben definita. Sul ponte di comando il suo posto viene subito occupato da Geordi LaForge e nella prima stagione Miles compare solo un'altra volta, come guardia di sicurezza nell'episodio Solo in mezzo a noi. A partire dal primo episodio della seconda stagione, Il bambino, O'Brien ha iniziato a ricoprire il suo ruolo regolare di tecnico addetto al teletrasporto, una posizione che era solitamente occupata da Tasha Yar, deceduta alla fine della prima stagione. Nell'episodio successivo, quando Riker e Worf si preparano a teletrasportarsi sulla USS Yamato, Riker si riferisce a lui come a un tenente e il personaggio indossa le mostrine da tenente. Indossa ancora le stesse mostrine nell'episodio Sarek, ma negli episodi successivi le mostrine sul colletto cambiano e O'Brien viene chiamato semplicemente «capo».
Da questo momento O' Brien diventa un personaggio sempre più ricorrente nella serie e vengono approfonditi alcuni aspetti del suo carattere o della sua famiglia.
Nel 2367 affronta Benjamin Maxwell, suo ex capitano sulla USS Rutledge, quando Maxwell attacca le navi cardassiane e gli avamposti senza autorizzazione minacciandoli di compromettere la pace tra la Federazione e l'Unione Cardassiana.
Durante la Guerra Civile Klingon, O'Brien viene assegnato al ponte come ufficiale tattico a causa delle dimissioni di Worf dalla Flotta Stellare e della temporanea riassegnazione degli ufficiali ad altre navi di una flotta guidata dal capitano Picard
Nel 2367 O'Brien sposa la botanica Keiko Ishikawa a bordo della USS Enterprise D e dal matrominio nasce una bambina, Molly, che verrà al mondo grazie all'aiuto di Worf.

### Deep Space Nine
Miles O'Brien si trasferisce dall'Enterprise D a Deep Space Nine già nel primo episodio di Star Trek: Deep Space Nine, per prendere servizio come capo delle operazioni della stazione. In questa serie O'Brien diventa a tutti gli effetti un personaggio principale e compare in quasi tutti gli episodi, alcune volte come protagonista. La missione della Flotta Stellare su Deep Space Nine è quella di presidiare la stazione e proteggere il pianeta Bajor dalla minaccia cardassiana. Il primo incarico di O'Brien è quello di rendere meglio gestibili i computer di bordo di costruzione cardassiana e aventi quindi un'interfaccia e una programmazione differenti.
O'Brien viene spesso descritto come meno patrizio, più pragmatico e con i piedi per terra rispetto ai suoi colleghi. È un tipo in genere taciturno e solitario, che non ama la confusione e preferisce rimanere sulle sue. La vita su Deep Space Nine è sempre piuttosto caotica e gli imprevisti non mancano, costringendo O'Brien a usare tutta la sua competenza e pazienza per risolvere i vari problemi. I produttori mettevano regolarmente O'Brien sotto un'intensa pressione psicologica negli episodi scherzosamente soprannominati "O'Brien deve soffrire". O'Brien veniva regolarmente scelto per tali trame perché si sentiva che le persone potevano entrare in empatia con lui. Ad esempio, in un episodio viene falsamente condannato per spionaggio e gli viene impiantato il ricordo simulato di una pena detentiva di 20 anni molto severa; in un altro viaggia ripetutamente nel futuro, assistendo alla propria morte e alla distruzione di Deep Space Nine.
Altra preoccupazione costante di O'Brien riguarda la sua famiglia: la moglie Keiko non si sente a proprio agio sulla stazione, dove il ruolo di botanica non è richiesto, e inizialmente fa pressioni su Miles affinché chieda un trasferimento, questo fino a quando non nasce l'idea di aprire una scuola dove Keiko scoprirà di avere la passione per l'insegnamento.
In seguito alla minaccia del Dominio, O'Brien assumerà un ruolo aggiuntivo come ingegnere capo della USS Defiant, nave assegnata a Deep Space Nine.
La minaccia di una guerra contro il Dominio e la crisi con l'Impero Klingon fa sì che molte famiglie lascino per prudenza la stazione e tornino su Bajor, così la scuola dove insegna Keiko viene chiusa. O'Brien cerca di consolarla e la incoraggia a riprendere il suo lavoro di botanica. Keiko troverà infine un impiego presso una squadra di botanici su Bajor, ma questo la costringe a trasferirsi insieme alla figlia sul pianeta. A partire dalla fine della terza stagione, quindi, Miles vede moglie e figlia per brevi periodi e rimane parecchio tempo da solo, fatto che da un lato lo tranquilizza e dall'altro lo rattrista.
La sua solitudine è però alleviata dalla compagnia del dottor Julian Bashir: i due si erano conosciuti fin dalla prima stagione e sebbene il giovane medico inizialmente irritasse O'Brien con la sua vivace parlantina, a poco a poco i due diventano migliori amici. In particolare giocano spesso a freccette, condividono la passione per il tennis e combattono battaglie storiche nelle sale ologrammi del locale di Quark.
Malgrado la distanza, Miles e Keiko rimangono molto uniti e nel 2373  hanno un secondo figlio, Kirayoshi, partorito dalla madre surrogata Kira Nerys.
Alla fine della serie Star Trek: Deep Space Nine, O'Brien e la sua famiglia lasciano la stazione per tornare sulla Terra, dove Miles prenderà l'incarico di professore di ingegneria all'Accademia della Flotta Stellare.
O'Brien è brevemente menzionato in Star Trek: Lower Decks come la "persona più importante nella storia della Flotta Stellare" durante un breve spaccato nel lontano futuro.

## Interpreti

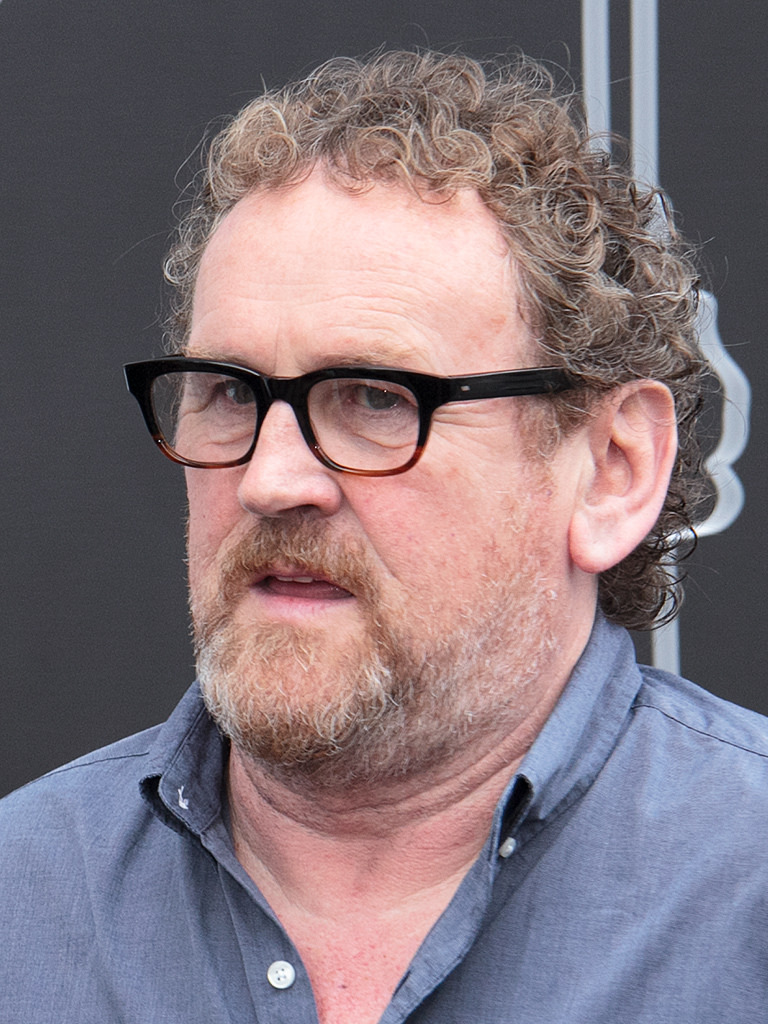
Colm Meaney

Miles O'Brien è interpretato dall'attore irlandese Colm Meaney, che lo impersona in 52 episodi della serie televisiva Star Trek: The Next Generation (1987-1994) e in 173 episodi della serie televisiva Star Trek: Deep Space Nine (1993-1999).
Nell'edizione italiana di The Next Generation, il personaggio è doppiato da Massimo De Ambrosis. Nell'edizione italiana di Deep Space Nine, il personaggio viene inizialmente doppiato da Agostino De Berti, per la pubblicazione in home video del primo doppio episodio L'emissario, e da Emilio Cappuccio, per l'edizione trasmessa in televisione.

## Filmografia

### Televisione
- Star Trek: The Next Generation - serie TV, 52 episodi (1987-1994)
- Star Trek: Deep Space Nine - serie TV, 173 episodi (1993-1999)

### Videogiochi
- Star Trek: Starship Creator (1998)
- Star Trek Online (2010)